# Borowiec wielki
Borowiec wielki (Nyctalus noctula) – gatunek ssaka z podrodziny mroczków (Vespertilioninae) w obrębie rodziny mroczkowatych (Vespertilionidae).

## Taksonomia
Gatunek po raz pierwszy zgodnie z zasadami nazewnictwa binominalnego opisał w 1774 roku niemiecki przyrodnik  Johann Christian Daniel von Schreber, nadając mu nazwę Vespertilio noctula. Holotyp pochodził z Francji.
Nyctalus noctula jest taksonem siostrzanym kladu obejmującego N. lasiopterus i N. aviator. N. plancyi był czasem umieszczany w obrębie tego gatunku, ale obecnie jest rozpoznawany jako odrębny gatunek. Takson labiatus został przeniesiony do N. plancyi ze względu na wyraźne różnice morfologiczne między N. noctula a N. labiatus, chociaż labiatus nie został właściwie porównany z N. plancyi; potrzebne są dalsze badania. Autorzy Illustrated Checklist of the Mammals of the World rozpoznają trzy podgatunki. Podstawowe dane taksonomiczne podgatunków (oprócz nominatywnego) przedstawia poniższa tabelka:
| Podgatunek           | Oryginalna nazwa               | Autor i rok opisu   | Miejsce typowe                 |
| -------------------- | ------------------------------ | ------------------- | ------------------------------ |
| N. n. lebanoticus    | Nyctalus noctula lebanoticus   | D.L. Harrison, 1962 | Natural Bridge, Faraya, Liban. |
| N. n. mocklenburzevi | Nyctalus noctula meklenburzevi | Kuzyakin, 1934      | Taszkent, Uzbekistan.          |

### Etymologia
- Nyctalus: gr. νυκταλος nuktalos lub νυσταλος nustalos „senny, ospały”[21].
- noctula: fr. noctule „nietoperz”, od łac. nox, noctis „noc”[22].
- lebanoticus: Liban[13].
- meklenburzevi: Roman Meklenburcew (1905–2002), rosyjski zoolog[14].

## Zasięg występowania
Borowiec wielki występuje w Eurazji zamieszkując w zależności od podgatunku:
- N. noctula noctula – Europa od Wielkiej Brytanii, Francji i Hiszpanii na wschód do zachodniej Rosji, zachodniego Kazachstanu i południowo-zachodniego Turkmenistanu, włącznie z południową Skandynawią i wyspami Gotlandia i Olandia oraz Cyprem. Nieobecny w dużej części Półwyspu Iberyjskiego i lokalnie wymarły w Portugalii.
- N. noctula lebanoticus – zachodnio-środkowa i południowo-zachodnia Syria, Liban i północno-wschodni Izrael.
- N. noctula mocklenburzevi – południowo-środkowy i wschodni Kazachstan, południowo-centralna Rosja, zachodni Uzbekistan, Tadżykistan, Kirgistan i północno-zachodnia Chińska Republika Ludowa (Sinciang).

Być może obecny w północnej Afryce, z dwoma zapisami pochodzącymi z Algierii z 1858 roku, ale mogą one reprezentować N. lasiopterus, dlatego zachodzi potrzeba zebrania dalszych próbek.

## Morfologia
Długość ciała (bez ogona) 60–89 mm, długość ogona 40–66 mm, długość ucha 16–21 mm, długość tylnej stopy 12–14 mm, długość przedramienia 47–60 mm; masa ciała 17–44 g. Posiada jedwabiście lśniące, gęste futerko. Jest ono jednakowo ubarwione na całym ciele – u osobników dorosłych jest rude, u młodocianych – brązowe. Uszy ma krótkie i zaokrąglone, skrzydła wąskie. Błona na skrzydłach niemal czarna. Kariotyp wynosi 2n = 42 i FN = 54.

## Ekologia

### Siedlisko
Naturalnym środowiskiem jego życia są lasy, spotkać go można jednak także w pobliżu ludzkich osiedli, a nawet w miastach. W dzień ukrywa się najczęściej w wysoko położonych dziuplach drzew, rzadziej w skrzynkach dla ptaków lub nietoperzy. W ostatnich latach coraz częściej są spotykane na terenie Polski w budynkach (chociaż w Europie zachodniej występują w nich od dawna). Na terenach położonych na południe od Polski spotyka się je również w szczelinach skalnych. W dziuplach wiosną i latem samice tworzą duże kolonie rozrodcze, samce żyją natomiast samotnie, zaś w okresie godów są terytorialne. Duże kolonie (składające się z osobników obu płci) gatunek ten tworzy również zimą.

### Tryb życia
Podobnie, jak inne nietoperze prowadzi nocny tryb życia. Odżywia się owadami, które chwyta w locie. W sprawnym poruszaniu się w ciemnościach, oraz w lokalizacji owadów wykorzystuje ultradźwięki o względnie niskiej częstotliwości (18–22 kHz). Na łowy wylatuje wcześniej niż inne nietoperze – często wówczas, kiedy jest zupełnie jasno. Jesienią, kiedy noce stają się zimne, poluje jedynie o zmroku i o świcie, spędzając noc w ukryciu. Polując lata na skraju lasu, na polanach śródleśnych i nad stawami. Szczególnie lubi polować nad zbiornikami wodnymi, na latające w dużych rojach owady. Lata szybko i wysoko, z dala od przeszkód i powierzchni gruntu. Na sen zimowy kryje się w dziuplach drzew, budynkach (np. na strychach czy w szczelinach budynków z wielkiej płyty) i w szczelinach skalnych, gdzie zapada w stan hibernacji. Trwa on od października do kwietnia. Przed zimą borowiec wielki przenosi się o kilkaset kilometrów bardziej na południe. Stwierdzono maksymalny przelot na 1600 km. Mimo to, przy silnych mrozach wiele nietoperzy zamarza w swoich kryjówkach. W ostatnich latach coraz częściej obserwuje się osobniki tego gatunku zimujące w Polsce.

### Rozród
Gody odbywają się we wrześniu, wówczas też ma miejsce zaplemnienie. Samce zajmują wówczas terytoria godowe, których bronią i oznakowują ich granice za pomocą donośnych sygnałów dźwiękowych, słyszalnych dla człowieka i emitowanych z otworów kryjówek. Kryjówkami godowymi są najczęściej dziuple drzew. Wokół terytorialnych samców gromadzą się haremy liczące 4–5 (wyjątkowo do 20) samic. Kopulacje mogą się również odbywać w miejscach hibernacji (koloniach zimowych), nie obserwuje się jednak wówczas żadnych zachowań terytorialnych ani formowania się haremów. Zapłodnienie jest opóźnione – ma miejsce dopiero pod koniec zimy lub na początku wiosny. Po ciąży trwającej 70–75 dni, samica w Europie Środkowej rodzi zwykle dwoje (wyjątkowo troje) młodych, zaś na Wyspach Brytyjskich – najczęściej jedno młode. Młode te żywią się mlekiem matki, aż do uzyskania samodzielności, co zwykle trwa 8–9 tygodni. Osiągają dojrzałość płciową po 1,5 roku. Żyją do 12 lat.

### Pasożyty
Do pasożytów zewnętrznych borowca wielkiego należą spośród owadów pluskwiaki Cimex dissimilis i Cimex pipistrelli oraz pchły Ceratophyllus gallinae, Ischnopsyllus hexactenus, I. elongatus, I. intermedius, I. variabislis i Nycteridopsylla eusarca. Roztocze reprezentowane są przez obrzeżka nietoperzowca z rodziny obrzeżkowatych, Macronyssus flavus, Steatonyssus noctulus, S. periblepharus, S. occidentalis evansi i S. spinosus z rodziny Macronyssidae, Spinturnix acuminatus z rodziny Spinturnicidae, Acanthophthirius noctulius z rodziny Myobiidae, Chiroptella muscae z rodziny lądzieniowatych, Nycteriglyphus tuerkorum z rodziny Rosensteiniidae, Notoedres chiropteralis z rodziny Sarcoptidae, Psorergatoides nyctali z rodziny Psorergatidae oraz Demodex pusillus z rodziny nużeńcowatych. Ten ostatni jest przykładem gatunku monoksenicznego.
Do pasożytów wewnętrznych tego nietoperza należą m.in. przywry Lecithodendrium spathulatum, Plagiorchis vespertilionis i Prosthodendrium chilostomum, tasiemiec Vampirolepis skrjabinariana oraz nicienie Molinostrongylus skrjabini i Physaloptera myotis. W jego krwi wykryto pasożytnicze pierwotniaki Babesia vesperuginis, Trypanosoma dionisii i T. vespertilionis.

## Ochrona
Gatunek podlegający w Polsce ścisłej ochronie gatunkowej i wymagający ochrony czynnej.